# Simone Lijoi
Simone Lijoi (*  1987 in Rom) ist ein italienischer Schauspieler und Sänger.
Bekannt wurde Lijoi durch die Rolle des Luca  Caviglia in der argentinischen Disney-Channel-Telenovela Violetta. Er ist seit dem 19. Lebensjahr als Schauspieler tätig. Nachdem er sein Studium an der Accademia d'Arte Drammatica Silvio D'Amico abgeschlossen hatte, fing er an, Spanischunterricht zu nehmen. Er ist derzeit der Leiter von Rai Gulp Kino, einem Kinoprogramm, das jeden Freitag auf Rai Gulp zu sehen ist.